# RTV El Vendrell
RTV el Vendrell, oficialment coneguda com a Ràdio i Televisió el Vendrell, és un mitjà de comunicació del Vendrell, la capital del Baix Penedès.
La ràdio va emetre per primera vegada el 24 de gener de 1981. Si bé començà el seu recorregut com a estació repetidora de Radio Tarragona, E.A.J. 33, el 17 de juny de 1950 als baixos del carrer de Sant Magí, número 5, no va ser fins al 13 d'octubre de 1996 que ho va fer la televisió local. L'empresa que gestiona el canal de televisió i l'emissora de ràdio local és El Vendrell Comunicació SLM, que fou constituïda el 9 d'abril de 1996 com a societat mercantil municipal per l'Ajuntament del Vendrell. Des del 18 d'octubre de 2024 Josep Escaño n'és el director gerent.
Alguns dels programes que s'emeten actualment per Ràdio el Vendrell són els programes Rock and Roll, Pampa's Rock, presentat Dani Utge, Ce la faccio, per Llorenç Avinyó, El Safareig, amb Quim Sicart, Maria Aunión, Nora Torres i Drag Zafiro, La Calaixera, amb Pere Sallent, el qual també és presentador del programa de televisió de Televisió el Vendrell anomenat Mosaics, Tarda en Estèreo, Iron Fridays, De Norte a Sur o El Cafè Literari, amb Aarón de Balaguer, entre d'altres.